# Tipula parvapiculata
Tipula parvapiculata är en tvåvingeart som beskrevs av Alexander 1934. Tipula parvapiculata ingår i släktet Tipula och familjen storharkrankar.
Artens utbredningsområde är Taiwan. Inga underarter finns listade i Catalogue of Life.